# Campo de Víboras
Campo de Víboras is een plaats (freguesia) in de Portugese gemeente Vimioso en telt 145 inwoners (2001).